# Sphenomorphus helenae
Sphenomorphus helenae este o specie de șopârle din genul Sphenomorphus, familia Scincidae, descrisă de L.C. Cochran în anul 1927. Conform Catalogue of Life specia Sphenomorphus helenae nu are subspecii cunoscute.